# Piazza al Serchio
Piazza al Serchio település Olaszországban, Toszkána régióban, Lucca megyében. Lakosainak száma 2101 fő (2023. január 1.). Piazza al Serchio Camporgiano, San Romano in Garfagnana, Minucciano és Sillano Giuncugnano községekkel határos.

## Népesség
A település lakossága az elmúlt években az alábbi módon változott:
| Lakosok száma | 2341 | 2297 | 2101 |
|               | 2017 | 2018 | 2023 |